# Ósemka London
K. S. Ósemka London – angielski klub siatkarski z Londynu. Założony został w 1988 roku. Obecnie występuje w Division 1 (2. poziom). 

## Historia
Klub powstał w 1988 roku, pod nazwą „K.S. Wigry”, kiedy kilku ludzi z polskiej społeczności w Willesden postanowiło spróbować swoich sił w siatkówce. W 1991 roku klub przystąpił do Ligi Londyńskiej. Ponieważ większość graczy pochodziła z „8. Polskiej Grupy Harcerskiej”, zdecydowano się zmienić nazwę na – „K.S. Ósemka”. Zarówno drużyna męska jak i kobieca występują w Division 1.